# Soldadura por refusión
Se conoce como soldadura por refusión o de reflow (término inglés sin traducción) al proceso en que la pasta de soldar es usada para unir uno o varios componentes electrónicos a sus patillas de contacto en la placa de circuito impreso mediante la aplicación de calor o radiación infrarroja por etapas de distinta intensidad que pueden ser programadas en la maquinaria de fabricación.
La soldadura de refusión es el método más usado para soldar componentes de montaje superficial a la placa de circuito impreso. El objetivo del proceso de reflujo es fundir la soldadura y calentar las superficies que se desean unir, todo esto sin sobrecalentar o dañar los componentes electrónicos.

## Fases
En el proceso estándar de soldadura por refusión hay normalmente cinco fases, también llamadas zonas, cada una con un perfil térmico. Estas fases son:
1. Evaporación: Se evaporaran los disolventes de la pasta de soldar.
2. Activación: Se activa el flux y se deja que actúe.
3. Precalentado (preheat): Se precalientan cuidadosamente los componentes y el circuito impreso.
4. Reflujo (reflow): Se derrite la soldadura para permitir el mojado de todas las uniones.
5. Enfriado (cooling): Se enfriar la placa soldada a una velocidad controlada y hasta una temperatura aceptable.

## Equipo de refusión
El equipo de refusión es el que más ha evolucionado en comparación con otros equipos de SMD. Durante los últimos diez años han surgido cuatro conceptos diferentes de diseño: fase vapor, lámparas de infrarrojos, paneles infrarrojos y muy recientemente, convección forzada. La tecnología de refusión por fase vapor fue la primera en desarrollarse y la única por varios años, aunque los primeros equipos estuvieron plagados de problemas de mantenimiento y de inconvenientes por los costos de operación. Luego, y aunque no libres de problemas, los sistemas infrarrojos, una vez que maduraron, se convirtieron en el enfoque preferido.
Hoy en día los sistemas de paneles infrarrojos son el tipo de equipo más usado. El último desarrollo en tecnología de refusión, la convección forzada, está ganando aceptación rápidamente y seguramente influirá en los equipos futuros.
- Datos: Q2136790
- Multimedia: Reflow soldering / Q2136790